# Origen dels bascos

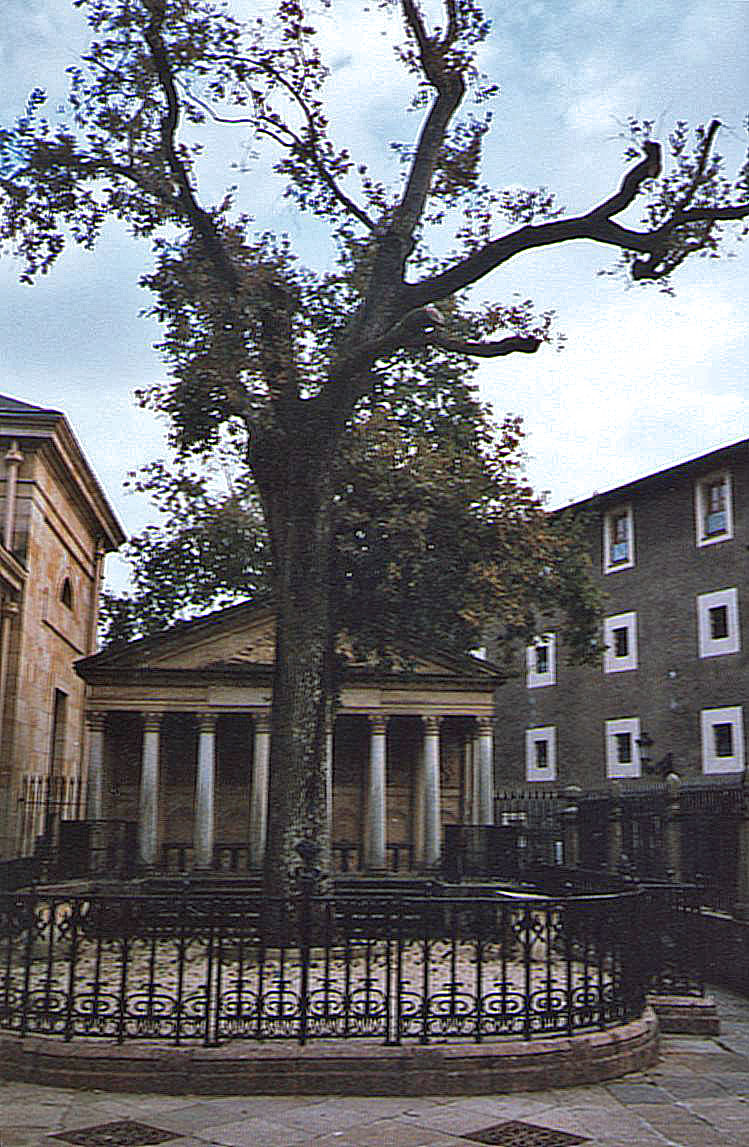
L'arbre de Guernica és el símbol de les llibertats basques.

L'origen dels bascos tracta sobre l'origen d'aquest poble d'arrel no indoeuropea actualment assentat al País Basc. Els bascos (o bascs) són un grup ètnic que habita majoritàriament al País Basc (en basc: Euskal Herria) situat a l'extrem oest del Pirineu i al nord del riu Ebre. En les llengües que s'hi parla, són coneguts com a: euskaldunak (bascoparlants) o euskotarrak (neologisme creat per Sabino Arana per designar els nadius del País Basc) en basc, les Basques en francès, los vascos en castellà i los bascos en occità gascó.
Algunes hipòtesis apunten que han habitat la zona que ocupen actualment des del Neolític. Com en tots els casos en què aquesta es remunta a temps en què no hi ha registres, existeixen nombroses hipòtesis sobre el seu origen i fins a la data cap d'elles és concloent ni està del tot acabada de provar.
La característica de posseir una llengua aïllada i sense relació amb les seves veïnes i que sembla no tenir relació amb les que van arribar a Europa per les emigracions indoeuropees, ha fet que la recerca del seu origen, el de la llengua i el dels fets culturals i característics que els puguin definir com a «poble», s'hagi convertit en un repte per a molts estudiosos i hagi donat lloc a moltes més tesis que el que sol ser habitual, moltes sense rigor científic i altres basades en diferents proves i troballes.
Alguns volen veure en la seva llengua, el basc, el fil conductor que ens porta fins als seus orígens i conforma, amb les seves modificacions i influències, la seva relació amb altres pobles i altres cultures que, a través dels temps, han anat passant per les seves terres arribant fins i tot a substituir la seva llengua en diferents períodes històrics en alguns dels territoris que han ocupat.

## Introducció
Els historiadors romans afirmen que el territori basc era habitat des de temps preromans per diverses tribus la llengua dels quals no entenien. La distribució regional d'aquestes tribus difereix entre els historiadors. Tanmateix, s'accepta la teoria que els bascos són un romanent dels primers habitants del Paleolític de l'Europa occidental, específicament dels habitants de la regió francocantàbrica. Estrabó i Plini el Vell esmenten en llurs escrits les tribus basques, incloent-hi els bascons i els aquitans entre d'altres. Hi ha prou evidència per afirmar que ja s'hi parlava un protobasc.
Durant l'alta edat mitjana els territoris entre l'Ebre i la Garona era conegut com a Bascònia i va ser unificat sota els ducs de Bascònia per un període. Després de les invasions dels musulmans a la península Ibèrica i l'expansió francesa sota Carlemany, el territori es fragmentà. El regne de Pamplona va emergir com el principal estat del territori el segle ix. Seria sota Sanç III el Gran que el regne de Pamplona assoleix la seva màxima extensió territorial, però després de la seva mort el 1035, els seus fills no varen respectar el seu testament que atorgava el regne al primogènit, i després de moltes lluites, van dividir el territori, la qual cosa va donar lloc a una nova estructura política el segle xii formada pels regnes de Navarra, Aragó i Castella. Durant l'alta edat mitjana, Biscaia s'uneix voluntàriament al Regne de Castella.
El 1200, el regne de Navarra va perdre els actuals territoris d'Àlaba, Guipúscoa i el Duranguesat, que són annexionats pel monarca castellà. Així doncs, Navarra, separada dels altres territoris peninsulars del País Basc, va orientar la seva política d'expansió cap al nord i a l'est, als territoris fronterers amb França i Aragó. Navarra, va ser annexionada parcialment al regne de Castella durant els segles xi i xii, i gairebé en la seva totalitat durant 1512 i 1521. La resta del territori del nord va ser annexionada per França. Les tres províncies de l'actual Euskadi, que s'havien unit voluntàriament al regne de Castella intermitentment, van donar llur suport a la integració de Navarra amb Castella.
Navarra, Àlaba, Guipúscoa i Biscaia van conservar els seus furs. Aquesta situació va perdurar fins al segle xix data en què van ser parcialment suprimits per Antonio Cánovas del Castillo després de la derrota carlina. Durant el franquisme, només Àlaba i Navarra van conservar part de llurs antics furs, però van ser derogats en les altres dues províncies per decret del 23 de juny, 1937 en ser considerades «traïdores» en no donar suport a la revolta i suprimint el primer Estatut d'Autonomia Basc. Aquest decret va ser parcialment modificat el 6 de juny de 1968, suprimint els paràgrafs ofensius per a Guipúscoa i Biscaia, però conservant la resta dels articles. Va ser finalment derogat el 30 d'octubre de 1976. Avui dia el País Basc està conformat per la comunitat homònima, per la comunitat foral de Navarra i per les províncies del sud de França.

## Origen dels bascos
L'origen dels bascos segueix sent font de moltes hipòtesis. La llengua basca, el basc, és per alguns autors el fil conductor que permet investigar els seus orígens i que confirma, per les seves modificacions i influències, les relacions dels bascos amb els pobles que han travessat les seves terres al llarg de la història.
Són diverses les hipòtesis, més o menys fundades i treballades, que es mantenen sobre aquesta qüestió. Principalment es coneixen quatre hipòtesis diferents: 
- Primera hipòtesi: Van aparèixer els bascos amb l'arribada a Europa dels Cromanyons? En aquesta hipòtesi diversos estudis antropològics consideren que els bascos són el grup ètnic més antic d'Europa, i l'únic supervivent a l'arribada dels indoeuropeus. Se suposa que des del post-Neolític, ocupaven una zona que es correspondria a una zona similar al que es coneix com el País Basc. Per això basen els estudis en àrees, les investigacions paleogenètiques i les lingüístiques, en aquesta última en etimologia dels topònims i de les paraules.

- Segona hipòtesi: Estan els bascos emparentats amb els ibers? Això és el que defensa la teoria del bascoiberisme, en afirmar que, d'una manera o d'un altre, hi ha una relació entre les llengües basca i ibera, de manera que o bé la llengua basca seria el resultat d'una evolució de la ibera o d'una llengua de la mateixa família que la ibera. El primer a apuntar aquesta possibilitat és Estrabó que, al segle I a.C. (és a dir, quan encara es parlava iber a la Península), afirmava que els ibers i els aquitans (antics bascos) eren similars físicament i que parlaven llengües semblants. De tota manera aquesta hipòtesi és complementària i no exclou a la primera.

- Tercera hipòtesi: Van arribar els bascos amb els indoeuropeus? Adrados situa l'arribada a Europa, i a diferents llocs d'Àsia, de les llengües indoeuropees cap a l'any 5000 aC, data en què van arribar també avançades de llengües fi-ugries. Així doncs, l'home europeu més antic parlava altres llengües, i "potser el basc fos una d'elles", diu, però creu més probable que aquest arribés de fora per aquestes dates, no arribant a la península Ibèrica fins al segle I a.C. A jutjar per topònims i antropònims antics, els bascos van arribar primer a Aquitània, on els celtes, cap al 800 o el 500 aC, els van arraconar al costat del mar. Només després, com tants pobles, van baixar cap al Sud. Segurament cap al segle I abans de Crist van arribar al seu angle d'Hispània, i es van expandir després durant l'edat mitjana. Això és el que creuen avui la majoria dels lingüistes. I els genetistes ens diuen que els seus gens no difereixen substancialment dels actuals bascos. Hi ha exemples d'esdeveniments similars. Durant les migracions germàniques, que van escombrar Europa després de la caiguda de Roma, gairebé totes les tribus eren indoeuropees, excepte els huns i els àvars.

- Quarta hipòtesi: Van ocupar els bascons l'actual País Basc en l'Antiguitat Tardana o en l'Alta Edat Mitjana? Aquesta hipòtesi o teoria de la basconització tardana és defensada per estudiosos com ara Arnaud Oihenart,[2][3] Claudio Sánchez Albornoz, Manuel Gómez Moreno, Jürgen Untermann, Adolf Schulten[4] i José Antonio Vaca de Osma[5] consideren que els vascons van ocupar les terres de l'actual País Basc en temps dels visigots. Dues de les autoritats amb major pes en la lingüística històrica basca, Luis Michelena i Joaquín Gorrochategui, coincideixen en part amb aquesta teoria, però afegeixen que aquesta basconització s'ha produït cap a un substrat que ja era basc, és a dir, va ser un succés que va venir a unificar les tribus basques de la zona, com es pot comprovar pels nombrosos arcaismes que reté el dialecte biscaí.[6]

- Cinquena hipòtesi: Va venir el basc a Espanya des de França en època històrica?. Aquesta hipòtesi és defensada per Larry Trask[7] i pels filòlegs espanyols Francisco Villar i Blanca M. Próspero que la presenten en el seu llibre "Bascos, celtes i indoeuropeus. Gens i llengües" publicat per la Universitat de Salamanca l'any 2005 i per Francisco Rodríguez Adrados que ho fa en "Història de les Llengües d'Europa" publicat el 2008. Ja se sap que l'antiga teoria basc-iberista està abandonada avui, però el que és menys divulgada és l'escassetat dels topònims realment bascos al País Basc del Sud. L'autor estudia això, com és lògic, a partir dels topònims transmesos per fonts antigues. Més freqüents són a Aquitània. En canvi, hi ha al nostre País Basc topònims celtes, indoeuropeus i llatins. I alguns antropònims de diverses llengües, només alguns euskèrics. Tot això ofereix dubtes sobre l'origen del basc. A la teoria que és primigeni a la zona i, expulsat en algun moment d'allí, va ser reintroduït des d'Aquitània (teoria de Gómez Moreno, Schmoll, Tovar, Michelena, Gorrochategui) s'oposa a una altra que afirma que els bascos són al territori d'Hispània recents, procedents d'Aquitània i arribats bé en els últims segles abans de l'era cristiana, bé en l'inici d'aquesta (segles II-IV). A aquesta teoria s'inclina Villar, no hi ha dades objectives a favor de l'altra.[8]

Anàlisis genètiques, especialment aquella promoguda per la National Geographic Society amb el seu Projecte Genogràfic, podran afegir elements addicionals per descobrir l'origen de la població basca. A mesura que un nombre més gran de bascos ordenin anàlisis de les seves mostres genètiques, la identitat de la branca basca s'anirà fent més clara en el context de l'arbre genètic global de les migracions.

### Teoria de l'origen comú genètic de bascos, irlandesos, gal·lesos, escocesos i anglesos
El 2001, un estudi científic publicat per la cadena de televisió anglesa BBC va revelar que els bascos i els celtes són «genèticament germans de sang». A aquesta conclusió ha arribat un equip d'investigadors de la University College London (UCL) que, després d'haver analitzat i comparat els models genètics de bascos, celtes de Gal·les i celtes d'Irlanda, ha conclòs que són «increïblement similars».

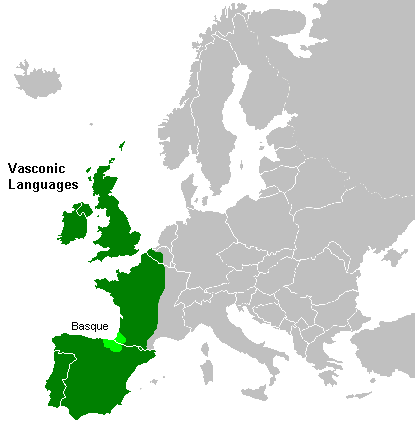
Mapa proposat de l'extensió del substrat basc

Segons la teoria del professor Stephen Oppenheimer de la Universitat d'Oxford, l'investigador David Goldstein de la University College London i el lingüista alemany Theo Vennemann tant els habitants d'Irlanda com els de la Gran Bretanya (especialment els de Gal·les i Escòcia) tindrien el seu origen en el País Basc i els seus avantpassats bascos haurien viatjat fa 16.000 anys per terra cap al nord creuant Landes, Aquitània i Bretanya fins a les Illes Britàniques durant la Glaciació, època en la qual el nivell del mar era més baix que l'actual i les actuals Illes Britàniques estaven unides al continent europeu, el que hauria fet possible aquesta migració.
Oppenheimer va indicar que es va realitzar una investigació amb 10.000 habitants de les Illes Britàniques, entre el 95% i el 58% del component genètic d'aquests voluntaris coincidia amb la dels bascos, el que tirava per terra la teoria que els habitants de les Illes Britàniques eren descendents genètics directes dels celtes.
El 90% del component genètic dels voluntaris irlandesos corresponia amb el dels bascos, el 80% del dels gal·lesos, i el 70% del dels escocesos i anglesos. Per tant, serien dos terços dels habitants d'aquestes illes els que tindrien un origen comú amb els bascos. Més tard es van donar les invasions de vikings i normands a les Illes Britàniques dels quals els seus actuals habitants, especialment els anglesos i part dels escocesos, serien els seus descendents, un 5% dels vikings i 5% dels normands.
Segons Dan Bradley genetista de la Universitat Trinity College de Dublín «Hi ha una concordança significativa entre els orígens genètics irlandesos i Dan Bradley genetista de la Universitat Trinity College: «Hi ha una concordança significativa entre els orígens genètics irlandesos i bascos». En paraules d'aquest investigador «quan es mira a tots aquests elements en el seu conjunt comença a observar-se una imatge que ens deixa veure que, al llarg de tota la costa atlàntica d'Europa, que inclou més o menys totes les àrees celtes i la zona pirinenca, incloent el País Basc, es produeixen àmplies similituds tant en el cromosoma I com en l'ADN mitocondrial i, fins a cert punt, també en el d'alguns grups sanguinis: per exemple, el grup O. D'entre els diversos haplogrups d'ADN mitocondrial que es troben a Europa, existiria un vincle entre l'haplogrup H d'ADNmt-mtDNA. Com que es produeix una repetició constant, això significa que és molt improbable que sigui un resultat erroni, la qual cosa ens fa veure que hi ha certes similituds en aquesta àrea. Això requereix una explicació i és molt difícil de descobrir quina és la correcta, perquè estem mirant al passat i no podem tornar-hi. Però hi ha algunes idees, una d'elles és que fa molt de temps, quan van sorgir les poblacions celtes de l'Europa Occidental, potser aquests pobladors procedien del sud del continent. L'altra possibilitat és que, en l'edat antiga, el mar no era vist com un impediment per comunicar-se, sinó com una oportunitat. Si mirem al sud-oest d'Irlanda, la seva zona més accessible per mar és pel sud-oest de l'illa de la Gran Bretanya, per Bretanya i pel Golf de Biscaia.

## Relació entre els bascos i els bascons
Si la hipòtesi vàlida fos que els bascos van arribar a Europa amb els Cromanyons en temps prehistòrics estarien establerts a tot Europa una sèrie de tribus que parlaven llengües d'una mateixa família lingüística (el que s'ha anomenat el protobasc) i tenien relació cultural entre si. Si ho fos la de l'expansió vascona en els anys foscos, els bascos no van ocupar tot el que actualment es defineix com País Basc (Euskal Herria) fins al segle VI o V aC. Les altres hipòtesis són intermèdies. No obstant això, avui en dia es desconeix quina és la vàlida.
Segons els historiadors romans Estrabó, Plini el Vell, Pomponi Mela, Luci Flor o Sili Itàlic, la zona estava habitada en temps preromans per diverses tribus, l'idioma i filiació ens són desconeguts. Només dels aquitans hi ha constància que parlaven basc. La distribució de tribus i les zones ocupades per vàrduls, caristis i autrigons varien segons cada historiador. La distribució de Ptolemeu, la més completa, era la següent:
- Càntabres, donava aquest nom als pobles que habitaven entre el riu Sella i el riu Asón.
- Autrigons, establerts entre el riu Asón i el riu Nervión.
- Caristis, establerts entre el riu Nervión i el riu Deba a l'actual Guipúscoa.
- Vàrduls, que ocupaven l'actual Guipúscoa a excepció de la vall del Deba i del Bidasoa.
- Bascons, que ocupaven el que avui és Navarra, nord-oest d'Aragó i nord-est de La Rioja.
- Aquitans, que estaven entre el riu Garona i els Pirineus.
- Berons, ocupaven el territori de l'actual Rioja Alta, part de la Rioja Alabesa i alguns enclavaments a la província de Burgos, oest de Navarra i nord de la província de Sòria.[12]

Altres col·loquen a càntabres i bascons com tribus frontereres, i per altres, entre bascons i càntabres només hi havia els vàrduls. Plini diu que Portus Ammanus (la romana Flaviobriga i l'actual Castro-Urdiales) era una ciutat vàrdula, el que es contradiu clarament amb la distribució de Ptolemeu. Encara que hi ha diverses teories que consideren que els bascons es van estendre pels territoris bascos (d'aquí el terme) i que per aquesta raó es parla basc i es van barrejar amb els celtes que fugien de la pressió romana a l'Ebre, creant els dialectes del basc.
Els territoris d'aquestes tribus estaven políticament repartits en diferents convents jurídics d'Hispània i la Gàl·lia. Els bascons depenien administrativament del convent Caesaraugustà, la capital era l'actual Saragossa. Els vàrduls, caristis i autrigons depenien del convent Cluniensis, la seu estava a Clunia, a la província de Burgos. I els aquitans estaven inclosos en la Gàl·lia.
No hi ha més notícies de vàrduls, caristis i autrigons, fins que al segle ix s'esmenta per primera vegada a Castella, abans anomenada Bardulia.

### Guerres Sertorianes
El territori vascó es va veure profundament implicat en les Guerres Sertorianes. Sertori es trasllada l'any 77 aC a la vall de l'Ebre i instal·la la seva caserna a Osca i aquest mateix any, travessant el pas del Pertús, arriba Gneu Pompeu Magne, enviat per Roma, qui aconsegueix la simpatia de molts bascons, especialment a la zona de l'Ebre. Això fa que ciutats pròximes prenguin partits diferents: mentre Calagurris (actual Calahorra) es manté fidel a Sertori, Gracurris aposta per Roma, sent la zona de l'Ebre la més convulsionada pels enfrontaments entre els dos bàndols.
A l'hivern de l'any 75 aC. Pompeu funda la ciutat de Pompaelo (actual Pamplona). Sertori és assassinat a traïció a Osca l'any 72 aC, quedant com a última plaça fidel a l'ideal de Sertori. Aquest setge, realitzat per Afrià, general de Pompeu, va durar fins a l'any 67 aC, portant als seus habitants fins a l'extrem d'haver de recórrer a menjar-se els cadàvers.

### Camins
Cinc dels trenta-quatre camins de l'itinerari d'Antoní passaven per territori bascó, sent el més important el XXXIV que unia Asturica (Astorga) amb Burdigalia (Bordeus) passant per Velegia, Veleia i Pompaelo (Pamplona) amb el que recorria la vall de l'Ebre unint Deòbriga amb Caesaraugusta (Saragossa) passant per Calagurris (Calahorra), Graccurris (Alfaro) i Cascantum (Cascante). Pompaelo s'unia amb la costa i els passos pirinencs així com amb la via de Caesaraugusta a Graccurris. Diverses vies secundàries unien la calçada XXXIV amb els ports costaners del Cantàbric.

### Presència de bascons en l'exèrcit romà
Es té constància de la presència de bascons en l'exèrcit romà almenys des del segle i aC, tant en cohorts com a les legions i en els pretorians. Igualment se sap de l'existència de cohorts de bascons, la Cohors II Vasconum civium Romanorum va estar destinada a Germània. Aquesta cohort va ser posteriorment destinada a Britannia i l'any 156 a la Mauritània Tingitana. August va tenir la seva guàrdia personal formada per bascons i berons calagurritans, que van ser llicenciats després de vèncer a Marc Antoni. El costum de guàrdies personals formades per hispans va ser molt comú entre els generals, per la seva fides (fidelitat) i devotio (devoció) cap al seu cap.

## Etimologia de la paraulabasc
La paraula catalana basc ve del llatí uasco (tema en -n, cas oblic: vascó-, plural Enciclopèdia Auñamendi. BASC] 
| « | El gentilici "vascó". El gentilici català actual basc deriva del llatí (també en transcripció grega) uasco, tema en-n, oblic vascó-, plural vascons, tots ells accentuats a la síl·laba inicial (vascó, vascons), bascli en síncope. Referent a això adverteix Michelena (1984) "no hem d'oblidar que el text no està en romanç, de manera que lat. uasco és diferent fins per la forma de cat., etc., basc "i que" en llatí no és sinó el cas recte, desproveït acord amb un esquema freqüent en aquesta llengua de la nasal d'altres casos, entre els quals hi ha tots els del plural, inclòs el nominatiu-vocatiu". | » |

Una de les teories sobre l'origen del llatí basc és que ve del llatí boscus o buscus, que significa "bosc". Llavors vascons significaria el "poble que viu al bosc". Però aquesta etimologia es considera avui dia provadament errònia, ja que boscus o buscus en llatí és una paraula de l'edat mitjana, derivada probablement d'arbustus, sota la possible influència del germànic Busk o Bosk, l'origen també és desconegut.
Una altra teoria semblant és que el llatí basc significa "del bosc" i ara cal del basc modern basoko on baso- significa bosc, i -ko és la terminació que indica possessiu / genitiu. Tenint en compte que basoko és una paraula del basc modern, que pot haver estat molt diferent fa 2.000 anys, aquesta etimologia, que en temps va ser popular entre els bascos, està avui dia totalment desacreditada pels investigadors.

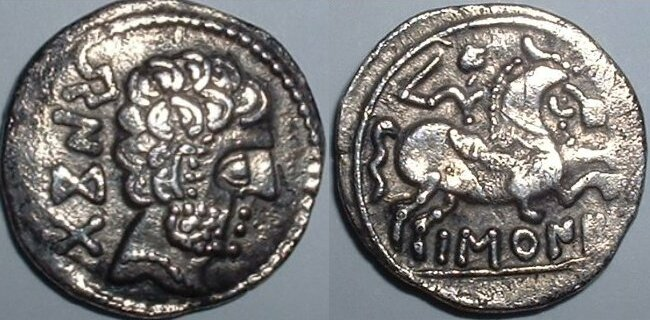
Moneda ibèrica amb la inscripció ? (baśkun[es]) en el revers

Per afegir misteri a l'origen de la paraula, diverses monedes dels segles I i II aC que es van trobar al nord d'Espanya portaven la inscripció baŕśkunes o baśkunes escrita en alfabet iber. L'origen d'aquest terme és desconegut, podent ser tant d'origen basc, com un apel·latiu usat pels seus veïns celtes sobre els ibers. La seca d'origen no és segura, però podria ser Pamplona o Rocafort de Queralt, àrea en la qual els historiadors creuen que vivien els bascos.
Avui dia es creu que el llatí basc ve d'una arrel basca i aquitana emprada per aquests pobles per citar-se a si mateixos. Aquesta arrel és eusk-, que és molt propera al llatí basc. També va existir un poble aquità al qual els romans van anomenar ausci, i que sembla venir de la mateixa arrel.

## Bascos, euskalduns i basc
Tradicionalment en èuscar o basc, els bascos o parlants de la llengua basca es diuen a si mateixos en plural euskaldunak, en singular euskaldun, format de l'arrel euskal- ("llengua") i el sufix de tinença -dun ("posseïdor"), literalment significaria "posseïdor de l'euskara" o "el que té l'euskera", que es tradueix al català com "bascoparlant".
De la mateixa manera, els parlants de la llengua basca o euskalduns ("euskaldunak") anomenen a la resta dels no parlants de la llengua basca o parlants d'altres idiomes en plural erdaldunak, en singular erdaldun, format amb l'arrel Erdal- ("Idioma aliè o estrany a l'euskara") i el sufix -dun ("posseïdor"), literalment significa "posseïdor de l'erdara" o "el que té l'erdara", no hi ha una traducció exacta al català d'aquest terme, el més proper seriosa "parlant de l'erdara", i "erdara" són tots els idiomes existents llevat l'euskara. En euskara el terme "erdaldun" és semblant al del "bàrbar" que els antics grecs utilitzaven per denominar a la resta de nacions o països que es trobaven fora de la cultura hel·lènica o el món grec, el seu significat era una mena d'"estrany" o "estranger", algú que no parlava l'idioma grec.
Cal ressaltar que no tots els bascos parlen basc, (euskaldunak), i que no tots els que parlen basc són bascos (els no bascos que aprenen basc són també euskaldunak). Però el terme "euskaldun" s'utilitza (encara que aquest malament etimològicament) tant per bascos que no parlen basc, com per bascos i no-bascos que sí que el parlen.
Al segle xix, Sabino Arana, per remeiar aquesta ambigüitat, va encunyar un neologisme carregat de sentit polític, la paraula euskotar, en plural euskotarrak, que significa persona ètnicament basca, parli o no basc. Però aquest terme ja no s'utilitza en la parla actual.
També s'utilitza Pàtria herritar, que és el gentilici d'Euskal Herria.
Aquestes paraules basques són l'origen del nom que els bascos utilitzen per designar la seva llengua: euskara. Els investigadors moderns han reconstruït la pronunciació i el vocabulari del basc antic, i Alfonso Irigoyen proposa que la paraula euskara procedeix del verb "dir" en basc antic, que es pronunciava enautsi (mantinguda en formes verbals com el biscaí dinotzat, jo li dic), i del sufix - (k) llaura ("forma de fer alguna cosa)"). Per tant, euskara significaria literalment "forma de dir", "forma de parlar". Es troben evidències d'aquesta teoria en el llibre Compendi Historial escrit el 1571 per l'escriptor basc Esteban de Garibay, que va escriure com a nom natiu de la llengua basca "enusquera". No obstant això, com la majoria dels temes relacionats amb la història basca, aquesta hipòtesi no és totalment segura.
Al segle xix, l'activista nacionalista basc Sabino Arana va pensar que l'arrel original d'Euzko era eguzkiko ("del Sol", donant a entendre una religió solar). I des d'aquí va crear el neologisme Euskadi per al seu suposat País Basc independent. Aquesta teoria està avui dia totalment desacreditada, sent l'única etimologia sèria la d'enautsi i - (k) llaura, però el neologisme Euzkadi, en la seva escriptura regularitzada Euskadi, és àmpliament emprat en basc i en català.